# Trillke-Gut

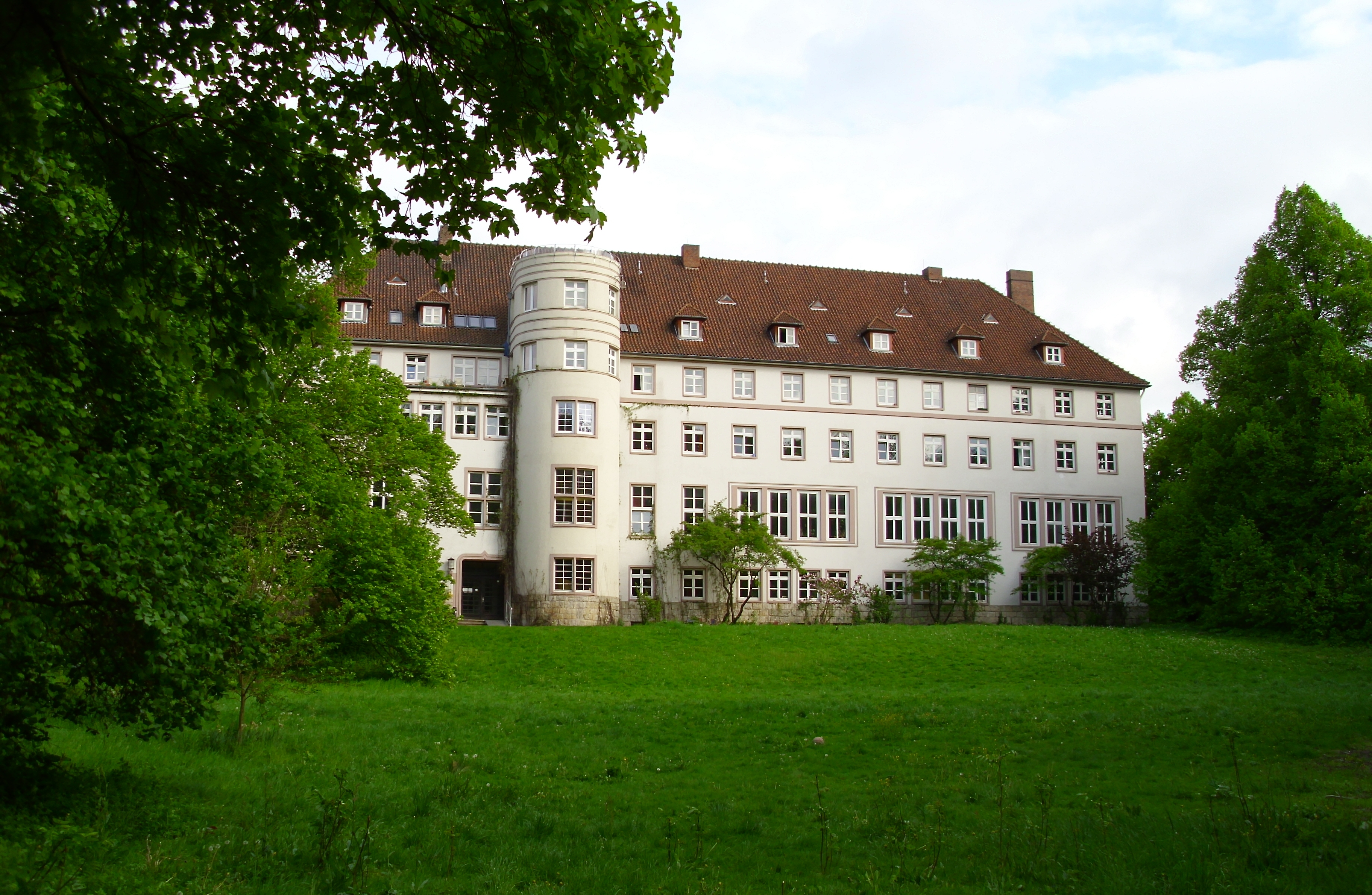
Westseite aus Richtung Steinbergstraße

Das Trillke-Gut war das alte Hildesheimer Stadtgut und von 1928 bis 1994 eine Landfrauenschule. Es liegt an der Steinbergstraße zwischen Berghölzchen und Steinberg am Trillkebach und der Waldquelle.

## Geschichte

Anzeige 1931 (Ausriss)

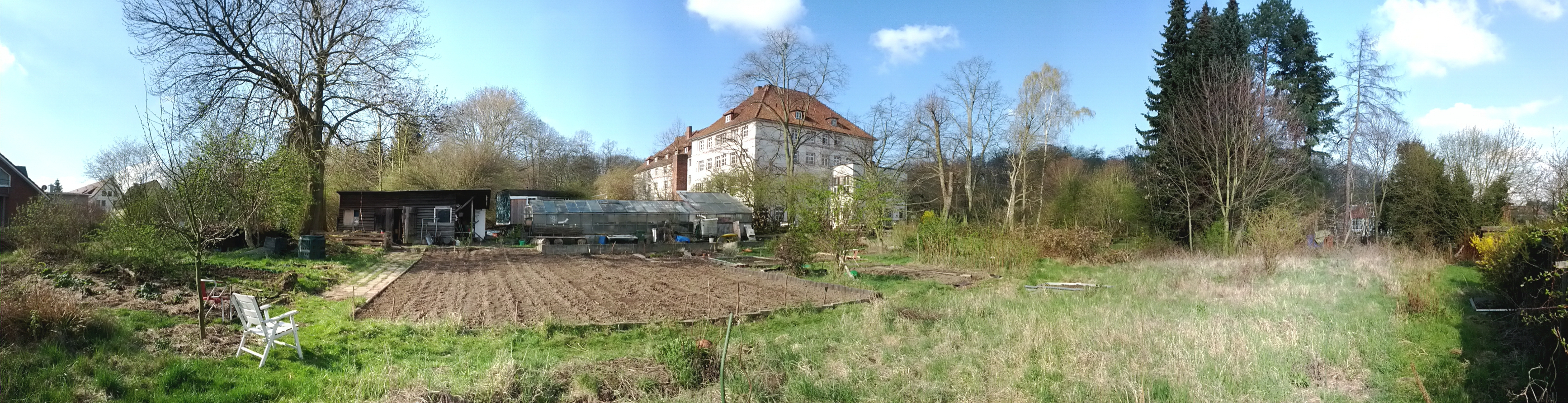
Ostseite/Gemüsegarten

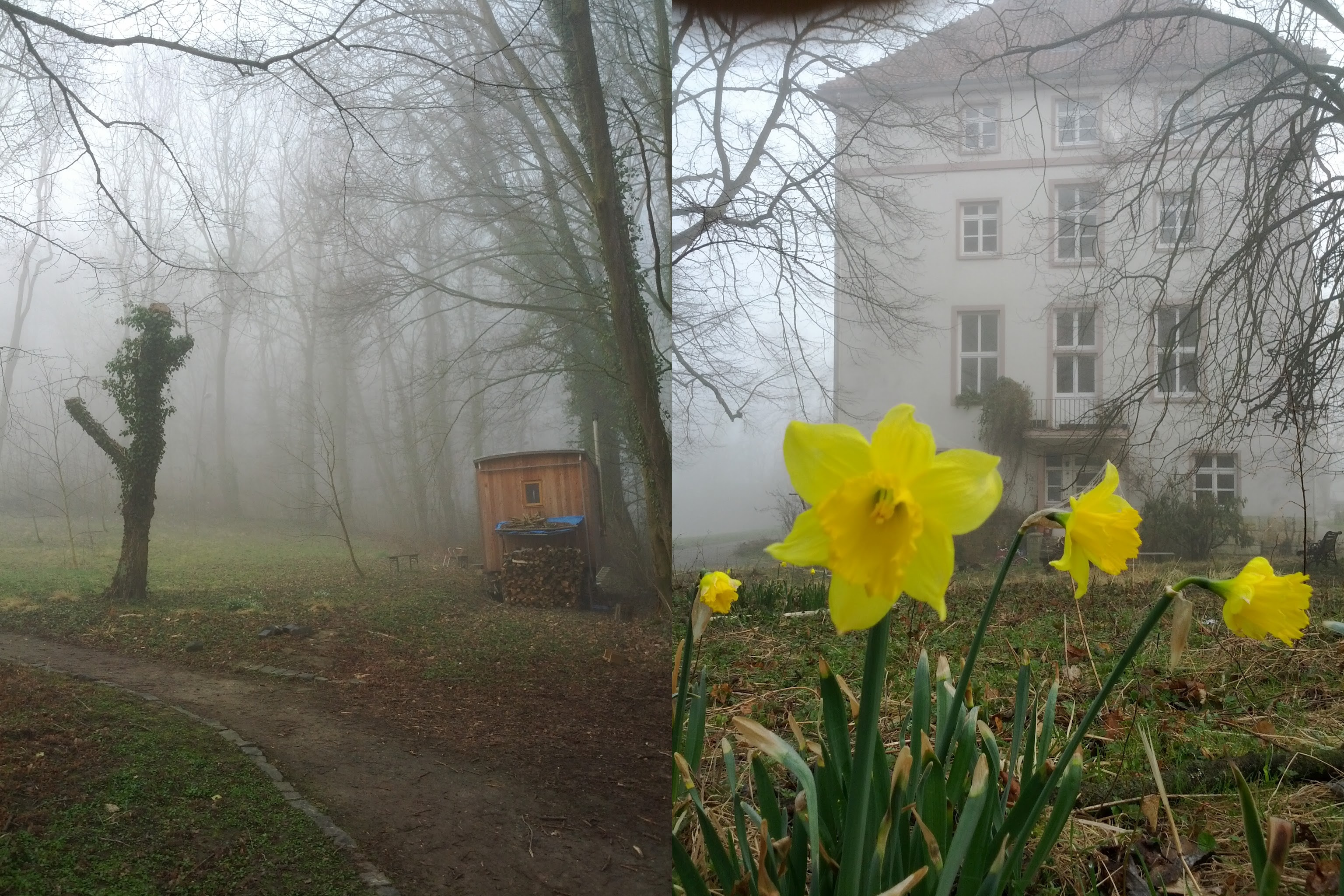
Südseite aus Richtung Brehmestraße

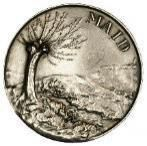
Schulnadel Gut Lücke

1928 errichtete die Landwirtschaftskammer Hannover auf dem Gelände des alten Hildesheimer Stadtguts einen großen Neubau, in dem eine „Wirtschaftliche Frauenschule“ eingerichtet wurde. Für zunächst 60 Schülerinnen („Maiden“) bot man Abiturientinnenkurse sowie Ausbildungsseminare zur Haushaltskundelehrerin und zum Hauswirtschaftslehrling an. Besitzerin von 1928 bis 1976 war die Landwirtschaftskammer Hannover, ab 1976 der Landkreis Hildesheim. Dem Reifensteiner Verband war sie seit etwa 1932 angeschlossen.
Ab 1933 wurde die Schule vom NS-Reichsnährstand verwaltet. 1936 ging die Lehrerinnenausbildung an die Hochschulen über und entfiel. In der zweiten Hälfte der 1930er Jahre wurden in den Gebäuden auch deutsche Juden auf ihre Auswanderung nach Palästina vorbereitet. Nach Ausbruch des Zweiten Weltkriegs wurde das „Trillke–Gut“ zum Lazarett. Die Frauenschule wurde ausquartiert und von 1940 an im „Haus Harderode“ nahe Hameln weiter betrieben.
In der Nachkriegszeit wurden die Gebäude unter Dr. Paul Troch (1887–1953) bis 1958 als Lungenheilstätte genutzt und enthielten um 1950 geschaffene Wandmalereien von Charles Crodel.
Danach kehrte die Frauenschule als „Fachschule für ländliche Hauswirtschaft“ aufs „Trillke–Gut“ zurück. 1975 wurde sie mit der Michelsenschule fusioniert. 1994 wurde die Schule aufgrund mangelnder Schülerzahlen geschlossen.
Die Stadt Hildesheim kaufte die Schulgebäude und richtete 1995 in Teilen des Hauptgebäudes ein Studentenwohnheim ein. 1998 musste ein Teil des Grundstücks als Bauland veräußert werden. Ende 1999 wurde das Restgrundstück und die Gebäude an eine Bewohnergenossenschaft verkauft, die das Trillke-Gut seitdem zum alternativen Wohnen und Arbeiten nutzt und zu einer überregional bekannten Kulturstätte ausgebaut hat.

## Genossenschaft
Die Trillke-Genossenschaft bildet für etwa 50 bis 60 Erwachsene und Kinder den organisatorischen Rahmen für das Wohn- und Kulturprojekt. Entscheidungen werden in regelmäßigen Versammlungen basisdemokratisch gefällt. In den verschiedenen Wohngruppen, Arbeitskreisen und dem Hausplenum entwickeln sich so vielfältige Kulturen und ein selbstverantwortliches Zusammenleben, Lernen und Arbeiten.

## Verein
Neben der Trillke-Genossenschaft bietet der eingetragene Verein Trillke einen Rahmen für das kulturelle Leben. Neben Kunst- und Kulturprojekten, Lesungen, Konzerten, Theateraufführungen und Vorträgen ist er auch Vernetzungspunkt für interessierte Künstler und Musiker, veranstaltet künstlerische und politische Seminare und Kurse.

## Musikfestival
Seit 2005 beherbergt das Trillke-Gut das jährlich stattfindende Weltmusikfestival Folk’n’Fusion.

## Wirtschaftsbetrieb
Das Trillke-Gut bietet neben gemeinschaftlichem Wohnen und kulturellem Leben auch den Rahmen für diverse Wirtschaftsbetriebe, zurzeit u. a. eine Musikschule, Tonstudio, Gesundheits- und Kampfkunstschule.